# Pont-de-l'Arche
Pont-de-l'Arche é uma comuna francesa na região administrativa da Normandia, no departamento de Eure. Estende-se por uma área de 9,36 km². Em 2010 a comuna tinha 4 208 habitantes (densidade: 449,6 hab./km²).